# FIRA Women's European Championship 1995
El FIRA Women's European Championship (Campeonato Europeo de Rugby Femenino) de 1995 fue la primera edición del torneo femenino de rugby.

## Equipos participantes
- Selección femenina de rugby de España
- Selección femenina de rugby de Francia
- Selección femenina de rugby de Italia
- Selección femenina de rugby de Países Bajos

## Resultados

### Semifinales
| 12 de abril | Italia | 0 - 5 | España | Treviso, Italia |  |

| 12 de abril | Francia | 17 - 0 | Países Bajos | Treviso, Italia |  |

### Tercer Puesto
| 16 de abril | Italia | 23 - 19 | Países Bajos | Treviso, Italia |  |

### Final
| 16 de abril | España | 22 - 6 | Francia | Treviso, Italia |  |

| Bandera de España |
| Campeón España    |
| Primer título     |